# Comuna Șieu, Maramureș
Șieu este o comună în județul Maramureș, Transilvania, România, formată numai din satul de reședință cu același nume.
Comuna Sieu, glie de seamă a lumii românești
Maramureșul, străveche provincie din nordul țării, este o “glie” de seamă a lumii românești, ce oferă o priveliște istorică de un excepțional interes. În acest cadru istoric și deosebit de pitoresc al Maramureșului este cuprinsă așezarea românească ce poarta numele Șieu, localitate situată în partea estică a județului, în Depresiunea Maramureșului, la 83 km de municipiul Baia Mare. Comuna se întinde pe cursul a două râuri care o străbat: Iza, pe o distanță de 3 km, și răul Șieut, afluent al acestuia, ce udă hotarul satului pe o distanță de 7 km.
Scurt istoric
Primele descoperiri arheologice au fost făcute în anul 1913; atunci s-a descoperit un mare depozit de topoare cu disc, vârfuri de lănci, brățări, seceri precum și numeroase obiecte de aur, fapt ce dovedește că localitatea Șieu a fost locuită încă din cele mai vechi timpuri. Prima atestare documentară a localității a fost făcută în anul 1326, când Carol Robert de Anjou, purtând război cu Dalmația, dăruiește cneazului Stanislau, pentru fidelitatea sa și pentru serviciile sale, pământurile Rozavlei, Strâmturii, Cuhei, Șieului, Botizei, Petrovei, Leordinei și Poienile de Sub Munte, de-a lungul timpului comuna având parte de mulți stăpâni. Șieul a fost prezent în multe evenimente ale istoriei naționale, deoarece locuitorii lui erau cunoscuți pentru hărnicia, curajul și răbdarea lor. De multe ori erau recrutați cei mai buni oameni pentru serviciile străinilor, la curțile acestora, în lupte, în expediții, în ridicarea cetăților și castelelor.
Lăcașuri de cult
Printre lăcașurile de cult cu care se mândrește în lume comuna Șieu demne de amintit sunt< Biserica de lemn “Adormirea Maicii Domnului”, biserică greco-catolică, care a fost construită în anul 1760 și figurează pe lista monumentelor istorice având codul MM-II-m-A-04756. Picturile murale originale au fost datate în a doua jumătate a secolului al XVIII-lea, dar ele au fost pictate în mare măsura în prima jumătate a secolului al XIX-lea. Ele au fost aplicate pe bucăți de material textil, care au fost atașate pe pereți. Corpul principal al edificiului are forma dreptunghiulara, iar altarul e poligonal. Acoperișul are streșini duble, cu excepția altarului, unde acoperișul este simplu. În dreptul fațadei vestice se afla un mic portal cu arcuri rotunde. De asemenea, ușa de la intrare are o formă rotundă și este gravată cu raze de soare, o cupă și viță de vie cățărătoare, tocul fiind decorat cu o funie răsucită. În pronaos nu mai sunt picturi pe tavan. Pe peretele sudic sunt înfățișați Patriarhii Abraham, Isaac și Iacob în Rai, ținând în mâini sufletele celor salvați. În centrul bolții din naos se află Sfânta Treime, iar în colțuri sunt Evangheliștii Matei, în nord-est, Ioan, în sud-est, Luca, în sud-vest, și Marcu, în nord-vest. Pe părțile bolții sunt scene din Vechiul Testament și Geneza, pereții fiind închinați Ciclului din Viața și Patimile lui Hristos. Pe registrul I al peretelui sudic sunt reprezentate Cina cea de Taină, Arestarea lui Iisus, Procesul în Fața Înalților Preoți Anna și Caiafa și Procesul în fața lui Pilat. Pe peretele vestic se află Căința lui Iuda, iar pe peretele nordic Răstignirea, Înmormântarea și Învierea. 

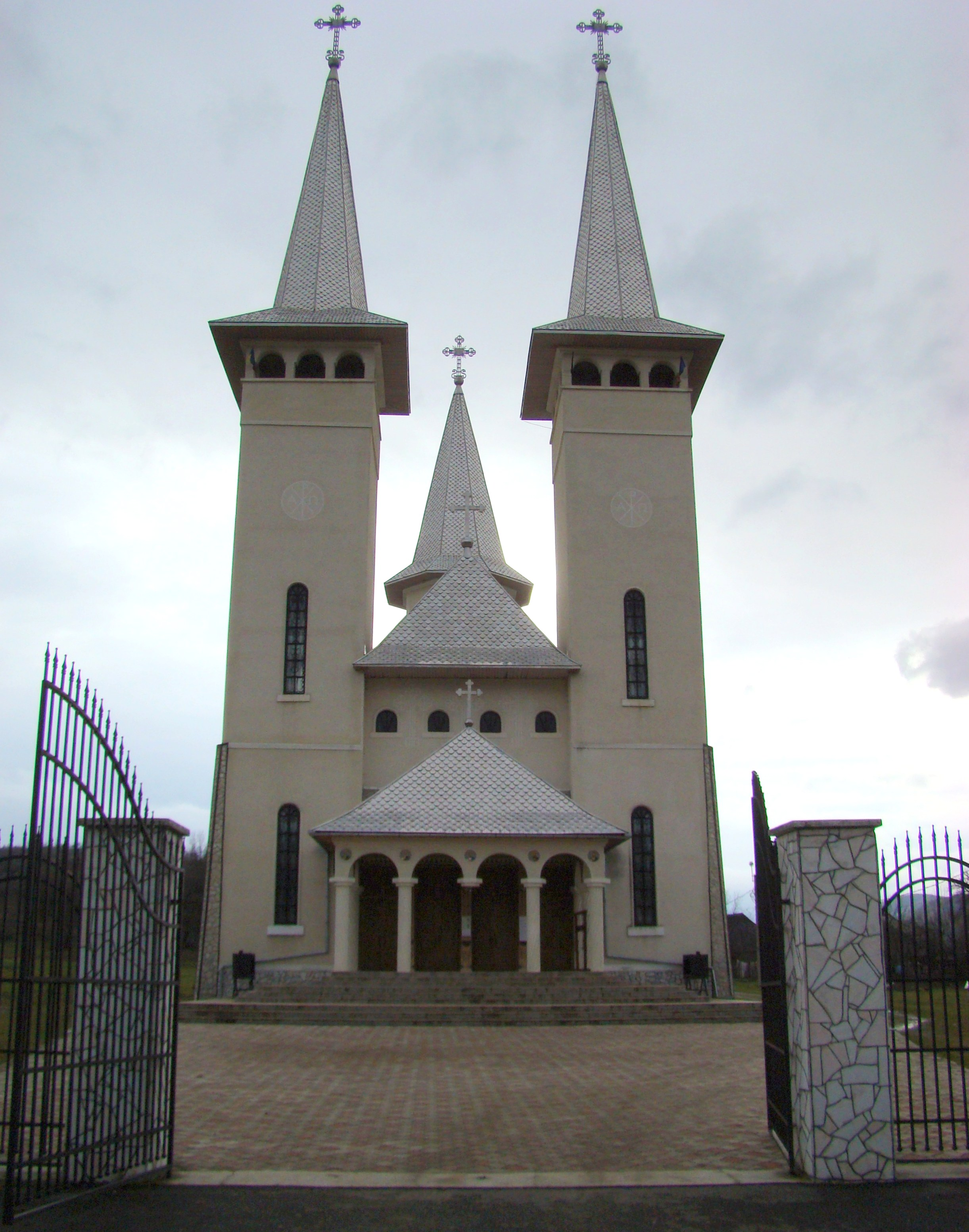
Biserica ortodoxă de zid „Sfânta Treime” din Șieu, Maramureș

Acestui sfânt așezământ, în viața locuitorilor comunei, i se adaugă biserica nouă ortodoxă, lăcaș de cult care a fost construit în anul 1998, pe culmile dealului din apropiere.
Casa tradițională în Șieu
Arhitectura țărăneasca exprimă modul de viață, comportamentele tehnice, sociale și spirituale ale acestora, aceasta fiind cea mai completă și cea mai expresivă creație a vechilor societăți rurale. Constituindu-se ca semn al prezenței omenești în natură, ca expresie a universului interior al omului, arhitectura caracterizează individualitatea comunității, ilustrându-i simultan comanda socială, posibilitățile materiale și tehnice și, nu în ultimul rând, gradul de sensibilitate artistică. Gospodăria țărăneasca din Maramureșul istoric cuprinde mai multe clădiri și anume: casa principală, care este așezată fie în partea opusă porții de la intrare, fie perpendicular cu ea, dar în așa fel încât fațada principală să fie la sud ori la est. Cea mai mare construcție din curte este grajdul, unde stau caii și vacile. Una sau chiar mai multe clădiri mici se găsesc adeseori lângă gardul casei pentru a adăposti animalele mai mici, precum porcii sau păsările.
“Floare mândră de pe Iza”
Cel mai important eveniment local din comuna Șieu este festivalul concurs “Floare mândră de pe Iza”, ce se desfășoară anual în perioada 21-22 mai, acesta însemnând în primul rând respect pentru tradiție și folclor, contribuind totodată la perpetuarea valorilor moștenite de-a lungul generațiilor. În cadrul evenimentului are loc un concurs de interpretare vocala și instrumentala, la care participa atât copii din Maramureșul Istoric, cât și voci din Baia Mare, dar și din județele Cluj și Satu Mare. Cea mai importantă clipă artistică este interpretarea fără acompaniament a unei doine și a unui cântec de joc din zona folclorică de proveniență a fiecărui concurent. După decernarea premiilor, în centrul comunei are loc o paradă a călăreților, precum și o prezentare a portului popular, dat fiind scopul acestui eveniment, și anume acela de a promova și conserva folclorul, dar și costumele populare autentice.
sursa: Istoria românească Ediția a V-a de Ion Bulei ediție 2012

## Demografie
Componența etnică a comunei Șieu
     Români (96,21%)
     Alte etnii (3,79%)
Componența confesională a comunei Șieu
     Ortodocși (88,75%)
     Adventiști (3,93%)
     Greco-catolici (3,26%)
     Alte religii (0,22%)
     Necunoscută (3,84%)
Conform recensământului efectuat în 2021, populația comunei Șieu se ridică la 2.240 de locuitori, în scădere față de recensământul anterior din 2011, când fuseseră înregistrați 2.348 de locuitori. Majoritatea locuitorilor sunt români (96,21%). Din punct de vedere confesional, majoritatea locuitorilor sunt ortodocși (88,75%), cu minorități de adventiști (3,93%) și greco-catolici (3,26%), iar pentru 3,84% nu se cunoaște apartenența confesională.

## Politică și administrație
Comuna Șieu este administrată de un primar și un consiliu local compus din 11 consilieri. Primarul, Ioan Ardelean[*], de la Partidul Național Liberal, este în funcție din 1 noiembrie 2024. Începând cu alegerile locale din 2024, consiliul local are următoarea componență pe partide politice:
|  | Partid                                     | Consilieri | Componența Consiliului | Componența Consiliului | Componența Consiliului |
|  | ------------------------------------------ | ---------- | ---------------------- | ---------------------- | ---------------------- |
|  | Partidul Național Liberal                  | 3          |                        |                        |                        |
|  | Partidul Social Democrat                   | 2          |                        |                        |                        |
|  | Partidul Național Țărănesc Maniu-Mihalache | 1          |                        |                        |                        |
|  | Partidul S.O.S. România                    | 1          |                        |                        |                        |
|  | Alianța pentru Unirea Românilor            | 1          |                        |                        |                        |
|  | Uniunea Salvați România                    | 1          |                        |                        |                        |
|  | Partidul Mișcarea România Suverană         | 1          |                        |                        |                        |
|  | Partidul Puterii Umaniste                  | 1          |                        |                        |                        |

## Vezi și
- Biserica de lemn din Șieu
- Valea Izei și Dealul Solovan (sit de importanță comunitară)
- Valea Izei și Dealul Solovan (arie de protecție specială avifaunistică)